# Шаде, Оскар

Обложка словаря старонемецкого языка («Altdeutsches Wörterbuch», Галле, 1872—1882).

Оскар Шаде (нем. Oskar Schade; 25 марта 1826, Эрфурт —30 декабря 1906, Кёнигсберг, Восточная Пруссия) — немецкий учёный, филолог, германист, профессор (с 1863).

## Биография
В 1860 году прошёл процесс хабилитации в университете Галле. С 1863 по 1906 был профессором Альбертины (Кёнигсбергского университета.
Автором фундаментального словаря старонемецкого языка («Altdeutsches Wörterbuch», Галле, 1872—1882). Совместно с Августом Генрихом Гофманом фон Фаллерслебеном был редактором «Weimarisches Jahrbuch für deutsche Sprache, Literatur und Kunst» (Веймарские анналы немецкого языка, литературы и искусства).
Другие работы О. Шаде посвящены исследованию памятников немецкой литературы XII—XVI веков. Среди них:
- «Crescentia, ein Gedicht des XIII» (Берлин, 1853);
- «Die Ursulasage» (Ганновер, 1854);
- «Geistliche Gedichte des XIV—XV Jahrh. vom Niederrhein» (1859);
- «Bergreihen» (Веймар, 1854);
- «Deutsche Handwerkslieder» (Лейпциг, 1865);
- «Satiren und Pasquille aus d. Reformationszeit» (Ганновер, 1863);
- «Altdeutsches Lesebuch» (1862—1866) и другие.

## Источник
- Шаде, Оскар // Энциклопедический словарь Брокгауза и Ефрона : в 86 т. (82 т. и 4 доп.). — СПб., 1890—1907.